# Sagamihara

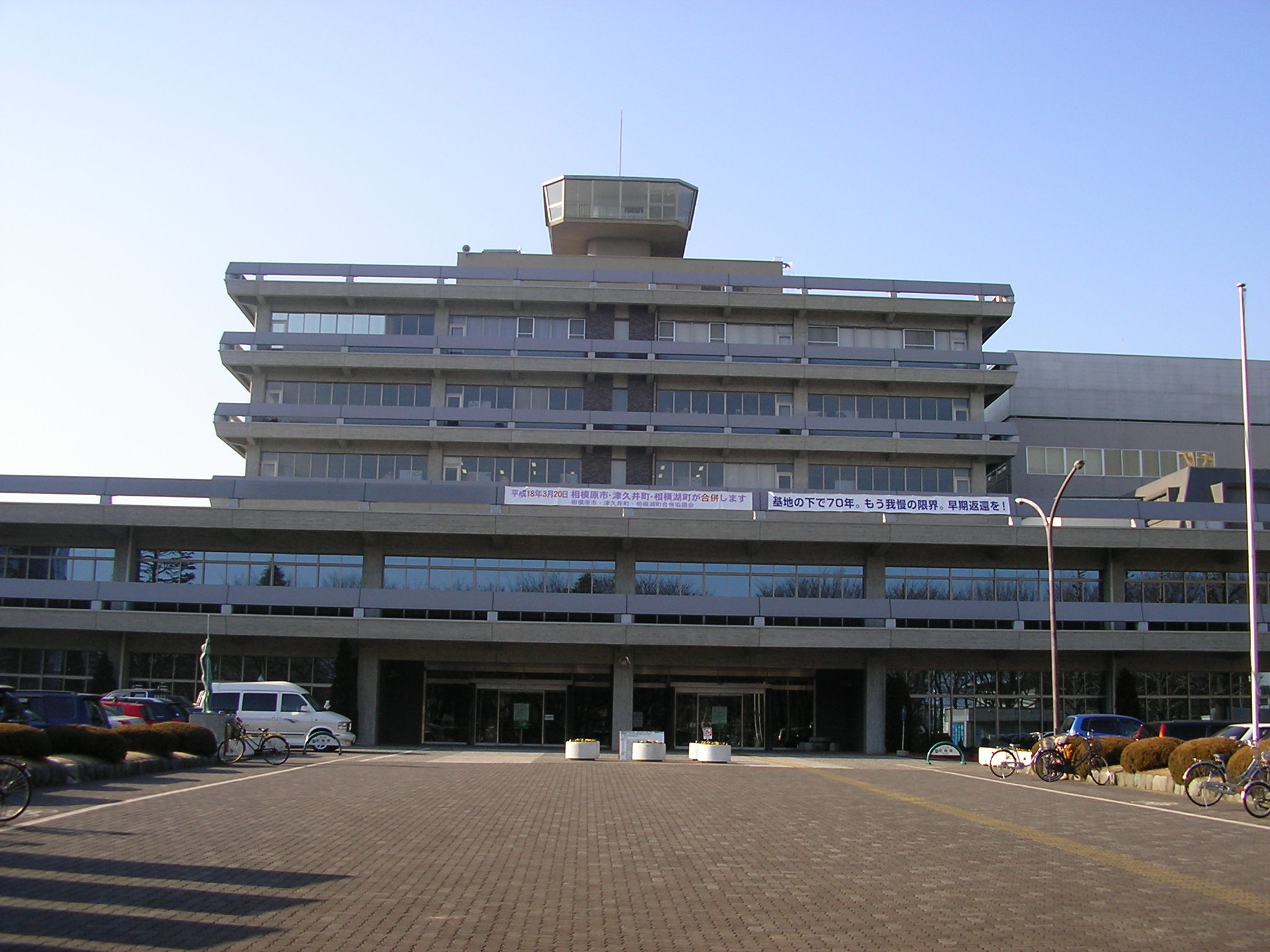
Primăria

Sagamihara (相模原市 Sagamihara-shi?) este un municipiu din Japonia, prefectura Kanagawa.

## Personalități născute aici
- Yuki Tsunoda (n. 2000), pilot de Formula 1.